# Casillero del Diablo
Casillero del Diablo es la marca chilena de vinos de Viña Concha y Toro. Con una presencia consolidada en más de 140 países, es conocida como "La Leyenda del Vino" y se caracteriza por su gran oferta de vinos premium y creaciones súper premium. En 2004 logró ventas por un millón y medio de cajas, dos años después estableció un nuevo récord con ventas de dos millones y actualmente bordean las seis millones.
Casillero del Diablo ofrece una amplia gama de vinos chilenos y dos líneas de calidad superior: Reserva Privada y Sparkling Wine. 
A cargo del enólogo Marcelo Papa, junto a Marcio Ramírez, desde 1998 Casillero del Diablo se ha posicionado en la categoría como Best Value a nivel mundial, avalado por la prensa especializada. 
Algunos de estos reconocimientos son el otorgado por Decanter a Casillero del Diablo Cabernet Sauvignon 2005 como El Best Value Cabernet Sauvignon del Planeta; los 88 ptos - Best Buy otorgados a Casillero del Diablo Carmenere 2005 por Wine Enthusiast en marzo de 2006; la Medalla de Oro entregada por Concours Mondial de Bruxelles Chile a Casillero del Diablo Cabernet Sauvignon 2007, la distinción de 90 pts para Casillero del Diablo Reserva Privada de Wine & Spirits otorgados para sus cosechas 2005 y 2006 en octubre de 2007 y febrero de 2009 respectivamente; y la distinción de Matthew Jukes en abril de 2009 donde Casillero del Diablo Cabernet Sauvignon fue elegido como The Finest Value Cabernet Sauvignon del Planeta.

## Nombre

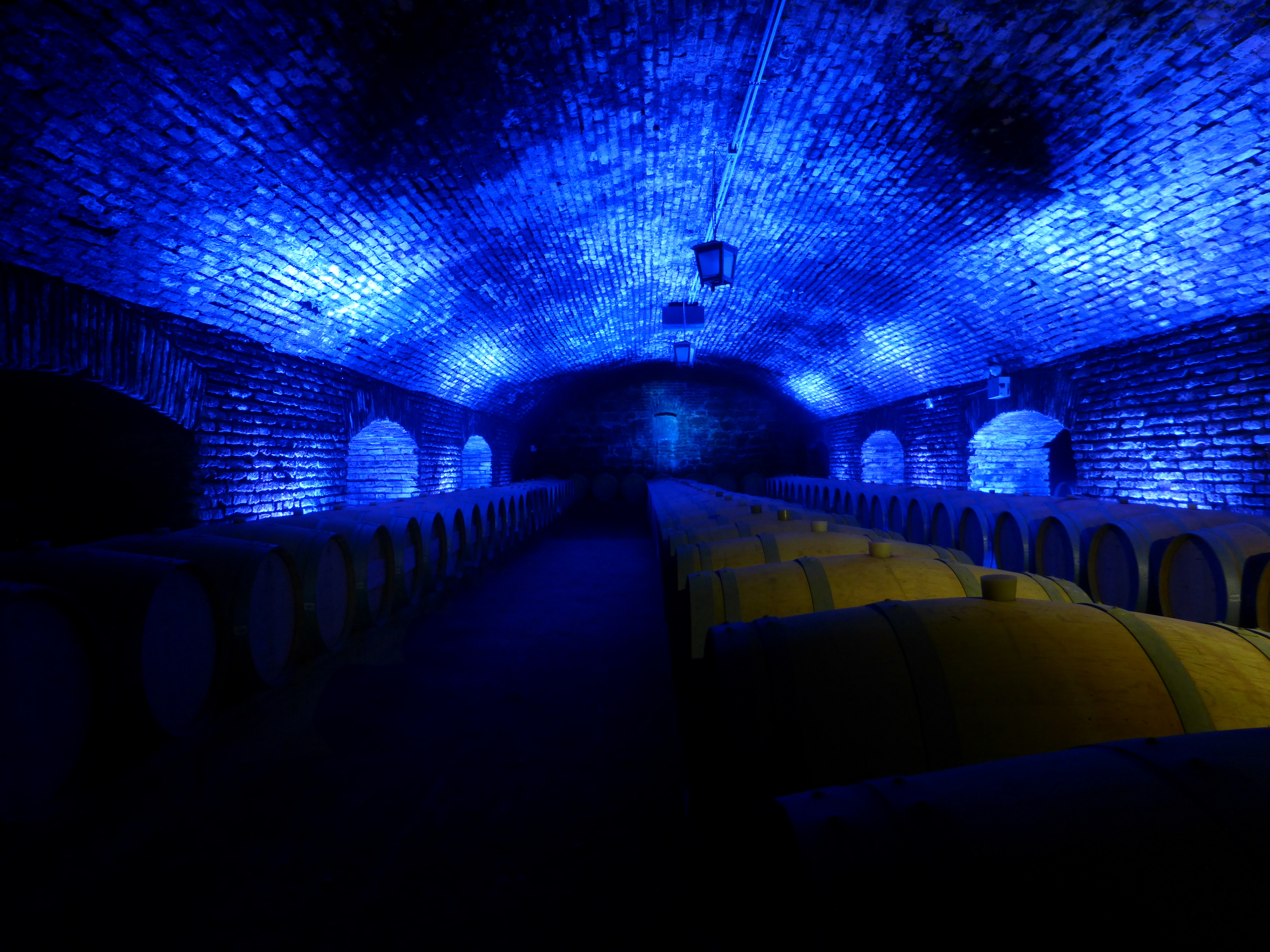
Vista interior del Casillero del diablo.

Parte de la  campaña publicitaria de Casillero del Diablo corresponde a la supuesta leyenda asociada al origen del nombre de este vino. Hace más de cien años, Melchor de Concha y Toro, fundador de la Viña Concha y Toro, se reserva una pequeña partida de los mejores vinos que allí se producían. Sin embargo, muy pronto nota que varias de sus botellas comienzan a desaparecer. Para evitar esto, el hacendado difunde el rumor de que en el lugar donde se guardaban los vinos "habitaba" el Diablo, a la usanza de los cuentos populares de la época en los que la figura del demonio era muy recurrente. Se cuenta que para que los vecinos del lugar no robaran en sus bodegas, por la noche soltaba un toro bravo, el animal ante tal oscuridad al oír algún ruido embestía rápidamente y el ruido en la oscuridad asustaba a los ladrones.

## Líneas

### Reserva
Línea de vinos Premium elaborada con uvas seleccionadas de los valles de Chile. Casillero del Diablo ha desarrollado una gran variedad de cepas, adecuadas para distintas ocasiones de consumo.
La línea Premium presenta variadas creaciones como Cabernet Sauvignon, Carmenere, Malbec, Merlot, Shiraz, Pinot Noir, Sauvignon Blanc, Chardonnay, Pinot Grigio, Viognier, Riesling, Gewurztraminer y Shiraz Rosé.

### Reserva Privada
En su Línea de vinos Súper Premium, Casillero del Diablo capturó en una edición limitada lo mejor de selectos viñedos de Chile. 
Su assemblage y Sauvignon Blanc son el resultado de años de trabajo e investigación.
- Casillero del Diablo Reserva Privada Cabernet Sauvignon-Syrah es un assemblage elaborado principalmente a partir de uvas Cabernet Sauvignon seleccionadas del viñedo de Pirque, lugar de origen de Casillero del Diablo en el valle del Maipo, y por un aporte de Syrah.

- Casillero del Diablo Reserva Privada Sauvignon Blanc es una creación de edición limitada elaborada a partir del uvas especialmente cultivadas en el Valle del Limarí.

Y empiezan la nueva creación de otra línea de vinos que se llamara: Los diablitos

### Casillero del Diablo Brut Reserva
Brut Reserva es el primer Sparkling Wine Súper Premium del Valle del Limarí. 
En una edición limitada, elaborado 100% a partir de uvas Chardonnay. 
La influencia fría del Océano Pacífico, terrazas aluviales y suelos ricos en calcio, le otorgaron un carácter austero, fresco y elegante.

## Reconocimientos
La prensa especializada ha otorgado importantes reconocimientos a Casillero del Diablo a lo largo de su trayectoria. Altos puntajes y medallas que consolidan las más alta calidad en todas sus creaciones. 
- En su cosecha 2003, Casillero del Diablo Merlot recibe 89 pts de Wine & Spirits y Medalla de Oro para su Chardonnay en Mundus Vini.
- Casillero del Diablo obtiene el reconocimiento de Decanter como Best Value, El Mejor Cabernet Sauvignon del Planeta, para su cosecha 2005. Además, obtiene Medalla de Oro para su Merlot 2005 por International Wine Challenge; y 88 pts - Best Buy  para Carmenere 2005 en Wine Enthusiast.
- En su cosecha 2006, Casillero del Diablo recibe Medalla de Oro por Decanter para su Carmenere, el Shiraz recibe Medalla de Oro, Trofeo JWC Mejor Vino Chileno, en Japan Wine Challenge y su Chardonnay recibe Medalla de Oro en Challenge Du Vin.
- Casillero del Diablo en su cosecha 2007 recibe Medalla de Oro para Cabernet Sauvignon en el Concours Mondial de Bruxelles Chile y el mismo certamen realizado en Burdeos, Francia, otorga también una Medalla de Oro  para su Merlot. Pinot Noir es premiado por Patricio Tapia en Descorchados 2008 con 88Pts, mientras que The Wine Advocate otorgó 89 Pts a Casillero del Diablo Gewürztraminer y Viognier.
- Casillero del Diablo Reserva Privada obtiene el reconocimiento de Wine & Spirits de 90 Pts por dos años consecutivos para sus cosechas 2005 y 2006, en octubre de 2007 y febrero de 2009 respectivamente.

### Últimos reconocimientos de Casillero del Diablo
- Matthew Jukes en abril de 2009, en su publicación en Daily Mail, califica a Casillero del Diablo Cabernet Sauvignon 2007 como The Finest Value Cabernet Sauvignon del Planeta.
- Casillero del Diablo Malbec 2008 es premiado con Medalla de Oro en Decanter World Wine Awards, Reino Unido, en mayo de 2009.
- Casillero del Diablo Malbec 2009 recibe 90 puntos en la connotada publicación Wine Advocate del Crítico Robert Parker.